# Waasmunster
Waasmunster ist eine an der Durme gelegene flämische Gemeinde in der Provinz Ostflandern in Belgien mit 11.296 Einwohnern (Stand 1. Januar 2024).
Dendermonde liegt 8 Kilometer südlich, Antwerpen 25 km nordöstlich, Gent 26 km südwestlich und Brüssel etwa 35 km südöstlich.
Waasmunster hat 3 Parochien (Pfarreien): De Ruiter, Sombeke und das Zentrum. Das Toponym Waasmunster soll von Waes-Monasterium herkommen, was „Kloster im Waasland“ bedeutet. Die Abtei von Roosenberg, die zum Orden der Victorinnen gehört, wurde durch den Doorniker Bischof Walter van Marvis im Laufe des 13. Jahrhunderts errichtet. Das Kastell Les Gobelets wurde zu Beginn des 20. Jahrhunderts in neoklassizistischem Stile erbaut.
Der Wappenschild von Waasmünster stellt eine Meerjungfrau dar, die eine Steckrübe hochhält. Sie wurden bereits ab dem 16. Jahrhundert angebaut, vor allem da sie als Grünfutter Verbreitung im Rest Flanderns fand. Die Flagge ist blau-gelb.
Die Gemeinde besitzt eine  Autobahnabfahrt an der A14/E 17.
In Sint-Niklaas-Sinaai, Lokeren, Zele und Dendermonde befinden sich die nächsten Regionalbahnhöfe.
Waasmunster unterhält eine Städtepartnerschaft mit der slowenischen Gemeinde Kranjska Gora.

## Politik

### Bürgermeister
Bürgermeister waren:
- Baron Victor de Neve de Roden (1833–1851; 1862–1878),
- Jean Van den Bogaerde,
- Baron Emile de Neve de Roden (katholisch) (1885–1915),
- Maria Moens (CVP) (1950–1976),
- René Bocklandt (CVP) (1977–1982),
- Willy Strobbe (CVP) (1982–1994),
- Eric Van Mele (SP) (1995–2000),
- Rik Daelman (VLD) (2001–)

## Bilder

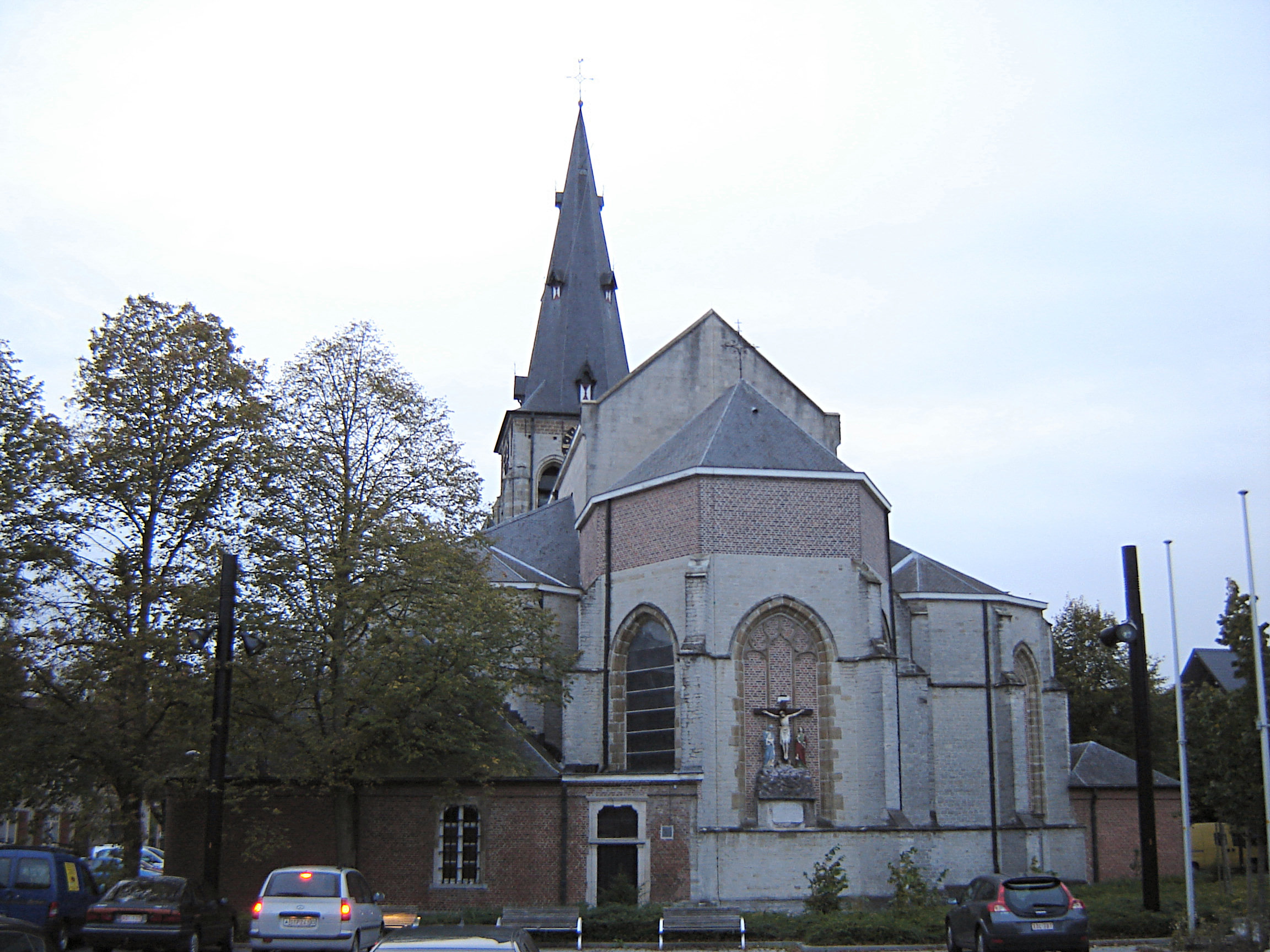
Waasmunster, Liebfrauenkirche
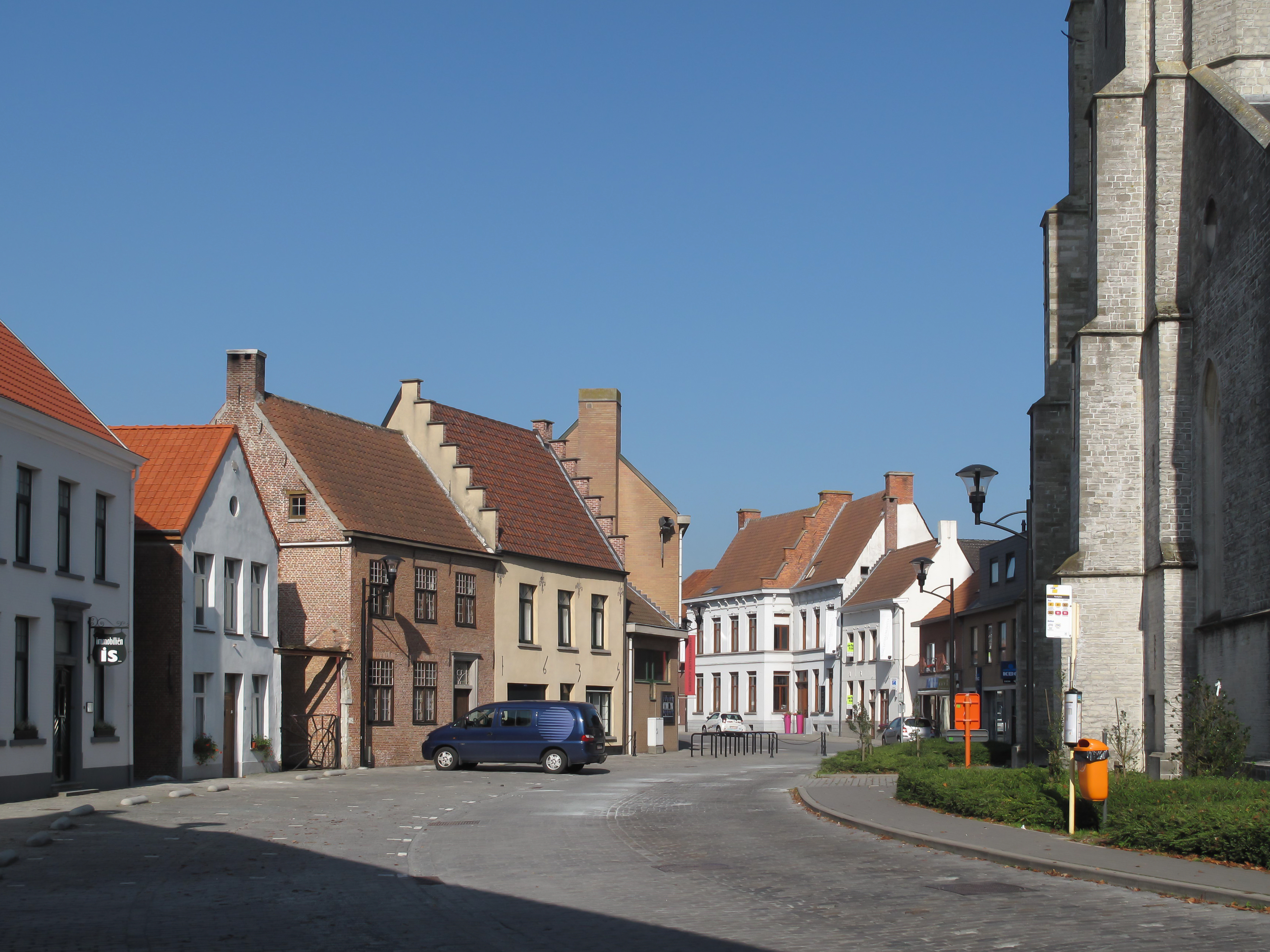
Waasmunster, eine Straße
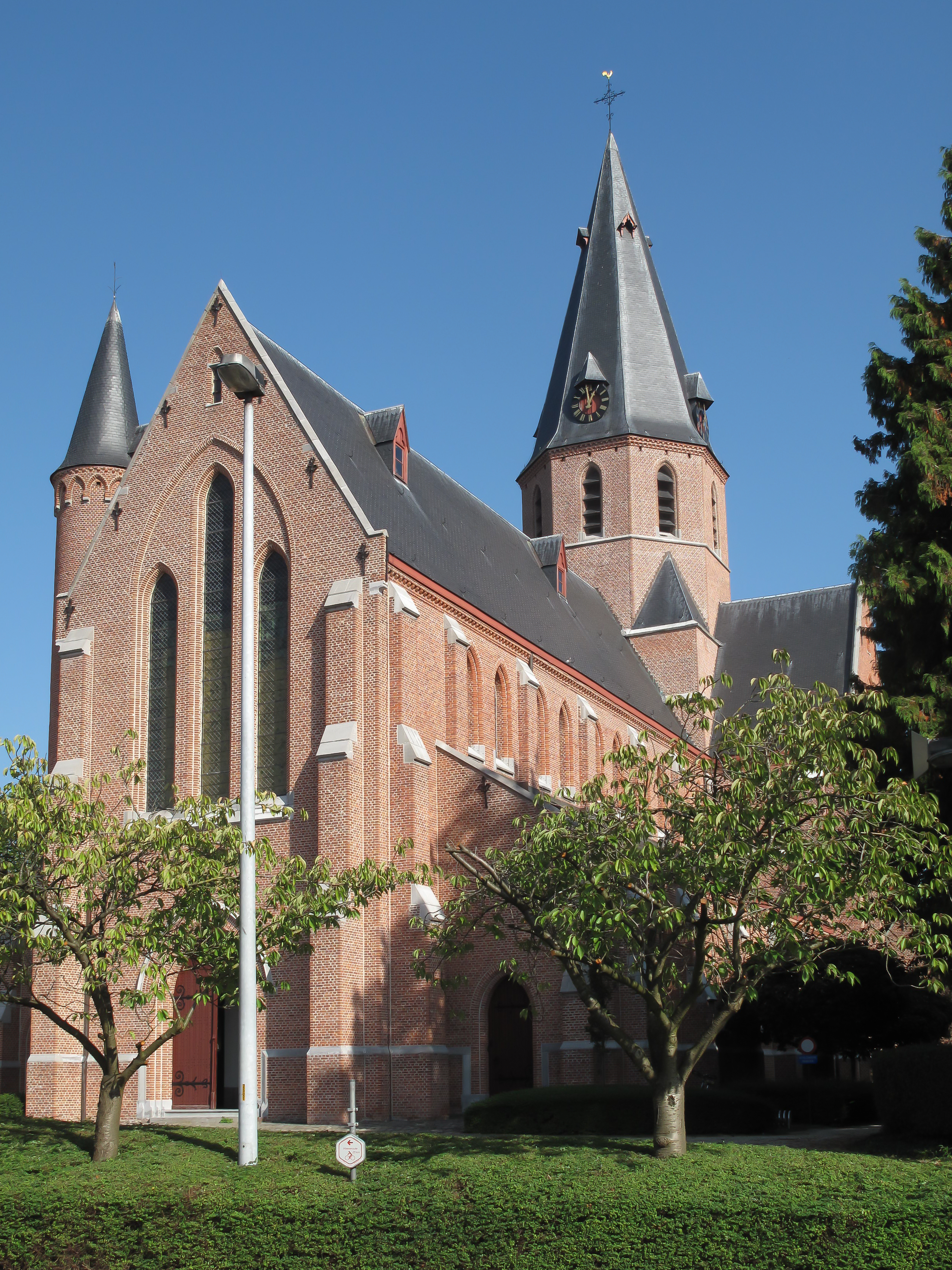
Ruiter, Kirche